# Wacław Dahlen
Wacław Cyryl Dahlen (ur. 28 marca 1885 w Wólce Mławskiej, zm. 7 maja 1971 w Ołtarzewie) – pułkownik dyplomowany łączności Wojska Polskiego, kawaler Orderu Virtuti Militari.

## Życiorys
Urodził się 28 marca 1885 w Wólce Mławskiej, w ówczesnym powiecie mławskim guberni płockiej, w rodzinie Feliksa (1845–1926), podporucznika weterana powstania styczniowego. Miał siostrę – żonę profesora prawa Jerzego Fiedorowicza (1888–1944).
W 1906 ukończył ośmioklasowe III Gimnazjum w Warszawie, następnie wstąpił do Wileńskiej Szkoły Junkrów Piechoty w Wilnie. Szkołę ukończył z wyróżnieniem w 1909 i rozpoczął, jako wybitny absolwent, służbę w armii rosyjskiej. W 1911 wziął udział w kursach dla oficerów łączności.
Z chwilą wybuchu I wojny światowej został przydzielony do XX Korpusu na stanowisko naczelnika służby łączności, a następnie szefa łączności 29 Samodzielnej Brygady. 8 lutego 1915, w trakcie odwrotu XX Korpusu z Prus Wschodnich dostał się do niewoli niemieckiej. W obozie jenieckim Elwangen przebywał do 1918. W czasie służby awansował na kolejne stopnie: podporucznika (6 sierpnia 1909 ze starszeństwem z 15 czerwca 1908), porucznika (25 października 1912 ze starszeństwem z 15 czerwca 1912) i sztabskapitana (1915).
16 kwietnia 1919, po powrocie do kraju, wstąpił w szeregi Wojska Polskiego i został wyznaczony na stanowisko szefa łączności twierdzy Grodno. W czasie wojny z bolszewikami był szefem łączności Grupy gen. Mokrzeckiego, a później 5 Armii.
Po zakończeniu działań wojennych służbę pełnił w Departamencie II Wojsk Technicznych MSWojsk. w Warszawie, a jego oddziałem macierzystym był I Baon Zapasowy Telegraficzny. 3 maja 1922 został zweryfikowany w stopniu majora ze starszeństwem z 1 czerwca 1919 i 1. lokatą w korpusie oficerów łączności. W latach 1922–1923 był słuchaczem Kursu Doszkolenia Wyższej Szkoły Wojennej w Warszawie. Z dniem 15 października 1923, po ukończeniu kursu i uzyskaniu tytułu naukowego oficera Sztabu Generalnego, otrzymał przydział do Wyższej Szkole Wojennej na stanowisko asystenta, pozostając oficerem nadetatowym 1 pułku łączności w Zegrzu. 31 marca 1924 został mianowany podpułkownikiem ze starszeństwem z 1 lipca 1923 i 1. lokatą w korpusie oficerów łączności. W 1926 został przeniesiony do 30 Pułku Piechoty na stanowisko dowódcy batalionu. Na tym stanowisku wziął udział w przewrocie majowym. W styczniu 1927 został przeniesiony do kadry oficerów łączności z równoczesnym przydziałem do Wyższej Szkoły Wojennej na stanowisko wykładowcy. W 1931 wyznaczony został na stanowisko komendanta Centrum Wyszkolenia Łączności w Zegrzu. W listopadzie następnego roku został zwolniony z zajmowanego stanowiska i przeniesiony do dyspozycji dowódcy Okręgu Korpusu Nr I. Z dniem 28 lutego 1933 został przeniesiony w stan spoczynku. W 1934, jako oficer stanu spoczynku pozostawał w ewidencji Powiatowej Komendy Uzupełnień Warszawa Miasto III. Posiadał przydział do Oficerskiej Kadry Okręgowej Nr I. Był wówczas „w dyspozycji dowódcy Okręgu Korpusu Nr I”.
We wrześniu 1939 wziął czynny udział w obronie Warszawy. W czasie okupacji mieszkał w Ołtarzewie i prowadził razem z żoną gospodarstwo ogrodnicze. Wziął udział w pracach komisji pod przewodnictwem gen. bryg. Bronisława Prugar-Ketlinga, powołanej do obliczenia strat i kosztów poniesionych przez Wojsko Polskie w wojnie z Niemcami w latach 1939–1945, za co odznaczony został Złotym Krzyżem Zasługi. 
Był encyklopedystą. Został wymieniony w gronie edytorów ośmiotomowej Encyklopedii wojskowej wydanej w latach 1931–1939 gdzie zredagował hasła związane z łącznością. Wchodził w skład komitetu redakcyjnego tej encyklopedii .
Miał syna Jana, prawnika i publicystę „Słowa Powszechnego” ps. „Bohdan Dydenko”. Jego wnukiem jest Alfred Dahlen, muzyk.

## Ordery i odznaczeni
- Krzyż Srebrny Orderu Wojskowego Virtuti Militari nr 3089 – 19 września 1922[25]
- Krzyż Oficerski Orderu Odrodzenia Polski (28 kwietnia 1926)[26][27]
- Złoty Krzyż Zasługi (dwukrotnie: 24 maja 1929[28], 1 października 1946[23])
- Medal Pamiątkowy za Wojnę 1918–1921[7]
- Medal Dziesięciolecia Odzyskanej Niepodległości[7]
- Krzyż Oficerski Orderu Orła Białego (Serbia)[27]
- Medal Zwycięstwa (Médaille Interalliée)[27]
- Medal Pamiątkowy 1918–1928 (Łotwa, 6 sierpnia 1929)[29]
- Order Świętego Włodzimierza (Imperium Rosyjskie)[7]
- Order Świętej Anny 3 stopnia z mieczami i kokardą (Imperium Rosyjskie, 13 kwietnia 1915)[3][30]
- Order Świętej Anny 4 stopnia z napisem „Za odwagę” (Imperium Rosyjskie, 29 października 1914)[3][30]
- Order Świętego Stanisława 2 stopnia z mieczami (Imperium Rosyjskie, 30 października 1916)[30]
- Order Świętego Stanisława 3 stopnia z mieczami i kokardą (Imperium Rosyjskie, 29 października 1914)[3][30]